# Villalgordo del Júcar
Villalgordo del Júcar är en kommun i Spanien.   Den ligger i provinsen Provincia de Albacete och regionen Kastilien-La Mancha, i den centrala delen av landet, 190 km sydost om huvudstaden Madrid. Antalet invånare är 1 240. Arean är 47 kvadratkilometer. Villalgordo del Júcar gränsar till Tarazona de la Mancha, Casas de Benítez, Sisante, Alarcón, Casasimarro och Quintanar del Rey. 
Terrängen i Villalgordo del Júcar är platt.